# Nikolai van Denemarken
Nikolai William Alexander Frederik graaf van Monpezat, voorheen Nikolai William Alexander Frederik van Denemarken (Kopenhagen, 28 augustus 1999) is de eerste zoon van prins Joachim en gravin Alexandra. Hij is het oudste kleinkind van koningin Margrethe II en prins-gemaal Henrik. 
Nikolai werd geboren in het Kopenhaagse Rigshospitalet. Op 6 november 1999 werd hij gedoopt. Zijn peetouders zijn:
- Koning Frederik X van Denemarken
- Nicola Baird (zus gravin Alexandra)
- Peter Steenstrup
- Camilla Flint
- Prins Edward, graaf van Wessex.

In april 2008 kreeg hij van Margrethe II de graventitel Monpezat toegekend. Ook zijn broer, halfbroer en halfzus kregen tezelfdertijd deze titel, net als de kinderen van zijn (peet)oom Frederik. Op 18 mei 2013 deed Nikolai zijn belijdenis in de paleiskerk van Fredensborg.
Net als zijn broer Felix, zijn vader Joachim en zijn oom Frederik ging Nikolai naar Krebs School in Kopenhagen. In 2014 ging hij naar de kostschool Herlufsholm in Næstved, als voorbereiding op de universiteit. Na de zomervakantie van 2019 begon hij een studie Business Administration and Service Management aan de Copenhagen Business School.
Nikolai werd tot 1 januari 2023 aangesproken als “Zijne Hoogheid”. Officieel was tot dan zijn aanspreektitel: Zijne Hoogheid prins Nikolai William Alexander Frederik van Denemarken, en sinds 2008 tevens: graaf van Monpezat.
Nikolai heeft een broer, Felix. Uit het tweede huwelijk van zijn vader met Marie kwamen twee kinderen voort: Henrik en Athena.
In 2018 liep Nikolai op de catwalk voor het merk Burberry tijdens de Londen Fashion Week. Hij heeft een contract met het Deense model agentschap Scoop Models in Kopenhagen.
Op 26 mei 2018 maakte hij zijn debuut bij een koninklijk gala. Hij ging samen met zijn vader prins Joachim en stiefmoeder prinses Marie naar het 50ste verjaardagsfeest van zijn oom kroonprins Frederik.
Op 28 september 2022 ontnam zijn grootmoeder Margrethe II hem zeer tegen zijn zin per 1 januari 2023 de titel van prins. Ook zijn broer, halfbroer en halfzus verloren per die datum die titel. Alle vier verloren per die dag ook hun lidmaatschap van het Deense Koninklijk Huis. Sindsdien draagt hij alleen de titel graaf van Monpezat.
In mei 2025 kende koning Frederik graaf Nikolai en zijn broer Felix het grootkruis van de Orde van de Dannebrog toe.